# Steven David Catlin
Steven David Catlin (nascido em 1944) é um serial killer americano condenado pelos assassinatos de duas de suas esposas e por sua própria mãe adotiva, e atualmente está na Penitenciária Estadual de San Quentin.
Ele foi adotado quando bebê em 1944, no condado de Kern, Califórnia, por um casal, Glenn e Martha Catlin quando jovem com vários problemas com a lei.

## Assassinatos
Em abril de 1976, Joyce Catlin foi internada no Hospital Mercy em Bakersfield com um grave caso de "Gripe"; ela parecia melhorar, e de repente piorou e morreu de "pneumonia" em 6 de maio. Steven ordenou que seus restos mortais fossem cremados.
Em maio de 1977, Catlin se casou com sua quinta esposa, Glenna Kaye, e mudou-se para Fresno, California, procurando trabalho em uma garagem local. Promoções rápidas o colocaram no comando de 40 funcionários, mas Catlin tinha gostos caros e o dinheiro era sempre apertado. Em 28 de outubro de 1980, seu pai adotivo morreu repentinamente, e o líquido em seus pulmões foi atribuído ao câncer. Mais uma vez, o corpo foi rapidamente cremado por ordem de Catlin.
Enquanto isso, Catlin recebeu US $ 57.000 em pagamentos de seguro de vida e conheceu outro casal: em Bakersfield, sua terceira ex-esposa seguiu a série de mortes na vida de Catlin, e ela abordou o xerife local com suspeitas. Joyce Catlin foi cremada, mas o hospital reteve algumas de suas amostras de tecido, que foram testadas em novembro de 1984.
Em 1º de junho de 1990, um júri do condado de Kern emitiu um veredicto de culpado pelas acusações de assassinato relacionadas a Joyce e Martha Catlin, e o júri concordou com as alegações da promotoria de circunstâncias especiais (assassinato com fins lucrativos, assassinato de veneno e assassinato múltiplo). Em 6 de junho de 1990, o júri condenou a sentença de Catlin à la Pena de morte.